# Dinastía husainí
La dinastía husainí o husayní (en árabe: الحسينيون‎) fue una dinastía turca gobernante del beylicato de Túnez. La dinastía era de origen griego de la isla de Creta. Llegó al poder bajo al-Husayn I ibn Ali en 1705, sucediendo a la dinastía muradita. Después de tomar el poder, los husainíes gobernaron como beyes y gobernaron Túnez hasta 1957.
Los husainidas originalmente gobernaron bajo la soberanía del Imperio otomano. Los sultanes otomanos los consideraban oficialmente beylerbeyis (gobernadores provinciales) y reconocían sus derechos de sucesión hereditaria. En teoría, su sucesión al trono estaba determinada por la primogenitura masculina, pero esto no siempre se seguía y, especialmente en períodos posteriores, el trono a menudo se concedía a un miembro varón mayor de la familia a lo largo de las ramas colaterales de la familia. El heredero natural del bey ostentaba el título de Bey al-Mahalla y dirigía la mahalla, una expedición bianual de recaudación de impuestos por todo el país.